# Кристенсен, Бент
Бент Кристенсен Аренсое (дат. Bent Christensen Arensøe; род. 4 января 1967, Копенгаген) — датский футболист, нападающий известный по выступлениям за «Брондбю», «Компостелу» и сборную Дании. Участник Чемпионата Европы 1992 года.

## Клубная карьера
Кристенсен начал свою карьеру в клубе «Брёншёй» в 1985 году. Бент забил 11 мячей в 18 встречах и в том же году в возрасте 17 лет перешёл в швейцарский «Серветт». В своем первом сезоне он помог новой команде выиграть швейцарскую Суперлигу. В 1987 году Кристенсен был отдан в аренду в «Вайле». После окончания аренды он подписал контракт с «Брондбю». С новым клубом он четыре раза выиграл датскую Суперлигу и завоевал Кубок Дании. В 1991 году Бент стал лучшим бомбардиром чемпионата. В сезоне 1990/91 Кристенсен вместе в «Брондбю» дошёл до полуфинала Кубка УЕФА. Летом того же года он перешёл в немецкий «Шальке 04». В 49 матчах за новый клуб он забил 8 голов.
Сезон 1993/94 Кристенсен провел в греческом Олимпиакосе. В 1994 году он подписал контракт с испанской «Компостелой». В Испании за три сезона Бент сыграл 100 матчей и забил 35 мячей. Сезон 1997/98 он провел в турецком «Генчлербирлиги», после чего вернулся в «Брондбю». С командой Бент ещё раз стал чемпионом Дании и выиграл кубок. В общей сложности Кристенсен провел за клуб 208 матчей и забил 116 мячей. Бенту также принадлежит рекорд по количеству забитых голов в первенстве Дании - 80 мячей. В 2000 году он вернулся в свой родной клуб «Брёншёй», где доиграв сезон завершил карьеру.

## Международная карьера
В 1984 году в составе юношеской сборной Дании до 19 лет Кристенсен принял участие в Юношеском первенстве Европы. В 1989 году в товарищеском матче против сборной Мальты он дебютировал за сборную Дании. В отборочных матчах Евро-92 Бент забил шесть голов. Настоящим лидером он проявил себя с основными соперниками по группе сборными Югославии и Австрии, забив по два гола в каждом матче. В 1992 году Кристенсен был включен с заявку национальной команды на участие в чемпионате Европы и стал победителем турнира. На турнире он сыграл в матчах против сборных Англии и Швеции. Бент получил травму и был вынужден покинуть соревнование, но он принял участие в праздничных мероприятиях по случаю победу на турнире.

## Статистика

### Матчи Кристенсена за сборную Дании
| Матчи Кристенсена за сборную Дании | Матчи Кристенсена за сборную Дании | Матчи Кристенсена за сборную Дании | Матчи Кристенсена за сборную Дании | Матчи Кристенсена за сборную Дании | Матчи Кристенсена за сборную Дании |
| ---------------------------------- | ---------------------------------- | ---------------------------------- | ---------------------------------- | ---------------------------------- | ---------------------------------- |
| №                                  | Дата                               | Соперник                           | Счёт                               | Голы Кристенсена                   | Соревнование                       |
| 1                                  | 8 февраля 1989                     | Мальта                             | 2:0                                | —                                  | Товарищеский матч                  |
| 2                                  | 12 февраля 1989                    | Алжир                              | 0:0                                | —                                  | Товарищеский матч                  |
| 3                                  | 5 февраля 1990                     | ОАЭ                                | 1:1                                | —                                  | Товарищеский матч                  |
| 4                                  | 14 февраля 1990                    | Египет                             | 0:0                                | —                                  | Товарищеский матч                  |
| 5                                  | 30 мая 1990                        | ФРГ                                | 0:1                                | —                                  | Товарищеский матч                  |
| 6                                  | 6 июня 1990                        | Норвегия                           | 2:1                                | —                                  | Товарищеский матч                  |
| 7                                  | 5 сентября 1990                    | Швеция                             | 1:0                                | 1                                  | Товарищеский матч                  |
| 8                                  | 11 сентября 1990                   | Уэльс                              | 1:0                                | —                                  | Товарищеский матч                  |
| 9                                  | 1 мая 1991                         | Югославия                          | 2:1                                | 2                                  | Чемпионат Европы 1992 (отбор)      |
| 10                                 | 5 июня 1991                        | Австрия                            | 2:1                                | 2                                  | Чемпионат Европы 1992 (отбор)      |
| 11                                 | 12 июня 1991                       | Италия                             | 0:2                                | —                                  | Товарищеский матч                  |
| 12                                 | 15 июня 1991                       | Швеция                             | 0:4                                | —                                  | Товарищеский матч                  |
| 13                                 | 25 сентября 1991                   | Фарерские острова                  | 4:0                                | 1                                  | Чемпионат Европы 1992 (отбор)      |
| 14                                 | 9 октября 1991                     | Австрия                            | 3:0                                | 1                                  | Чемпионат Европы 1992 (отбор)      |
| 15                                 | 8 апреля 1992                      | Турция                             | 1:2                                | —                                  | Товарищеский матч                  |
| 16                                 | 3 июня 1992                        | СНГ                                | 1:1                                | 1                                  | Товарищеский матч                  |
| 17                                 | 11 июня 1992                       | Англия                             | 0:0                                | —                                  | Чемпионат Европы 1992              |
| 18                                 | 14 июня 1992                       | Швеция                             | 0:1                                | —                                  | Чемпионат Европы 1992              |
| 19                                 | 26 августа 1992                    | Латвия                             | 0:0                                | —                                  | Чемпионат мира 1994 (отбор)        |
| 20                                 | 23 сентября 1992                   | Литва                              | 0:0                                | —                                  | Чемпионат мира 1994 (отбор)        |
| 21                                 | 14 октября 1992                    | Ирландия                           | 0:0                                | —                                  | Чемпионат мира 1994 (отбор)        |
| 22                                 | 17 ноября 1993                     | Испания                            | 0:1                                | —                                  | Чемпионат мира 1994 (отбор)        |
| 23                                 | 9 марта 1994                       | Англия                             | 0:1                                | —                                  | Товарищеский матч                  |
| 24                                 | 20 апреля 1994                     | Венгрия                            | 3:1                                | —                                  | Товарищеский матч                  |
| 25                                 | 7 сентября 1994                    | Македония                          | 1:1                                | —                                  | Чемпионат Европы 1996 (отбор)      |
| 26                                 | 16 ноября 1994                     | Испания                            | 0:3                                | —                                  | Чемпионат Европы 1996 (отбор)      |

Итого: 26 матчей / 8 голов; 9 побед, 9 ничьих, 8 поражений.

## Достижения
Командные
«Серветт»
- Чемпион Швейцарии: 1984/85

«Брондбю»
- Чемпион Дании (5): 1987, 1988, 1990, 1991, 1997/98
- Обладатель Кубка Дании (2) 1988/89, 1997/98

Международные
Дания
- Чемпион Европы: 1992

Индивидуальные
- Лучший бомбардир датской Супелиги — 1991